# Río Alviela
El Alviela es un río portugués que nace en la Gruta del Alviela cerca de la confluencia con la Ribeira dos Amiais en el municipio de Alcanena, parroquia de Louriceira, atraviesa las parroquias de Vaqueiros, Pernes y São Vicente do Paul hasta desembocar en el Tajo cerca Vale de Figueira en el municipio de Santarén, tras haber recorrido aproximadamente 51,16 km de longitud. El manantial de Alviela es uno de los más profundos del mundo y está conectado localmente a un complejo de cuevas que representa el fenómeno fluvio-kárstico más importante de Portugal, que sustenta varias colonias de murciélagos con más de 5.000 murciélagos en total.
El río Alviela tiene su origen en una resurgencia kárstica. La Ribeira dos Amiais, un arroyo subterráneo que se infiltra a través del Sumidouro da Ribeira dos Amiais, un pónor, y retorna a la superficie 250 m más adelante a través de un cañón.

## Acueducto de Alviela
El Alviela, a través del Acueducto de Alviela, es uno de los ríos que forman parte del sistema de abastecimiento de agua de EPAL a la ciudad de Lisboa y municipios vecinos desde 1880. La captación se realiza cerca de la fuente de Olhos d'Água. Uno de los tramos de este acueducto lo constituye el Sifón del Canal del Alviela, notable obra de ingeniería ubicada en Sacavém, donde el acueducto cruza el río Trancão.
Se trata del mayor acueducto de gravedad de Portugal, con 114 kilómetros de longitud, construido para reforzar el abastecimiento de agua a la ciudad de Lisboa, llevándola desde Alcanena y teniendo como única fuerza motriz la gravedad.

## Afluentes
- Ribeira de Carvalhos
- Ribeira da Gouxaria
- Ribeira dos Amiais
- Ribeira da Milheirada
- Ribeira de Pernes
- Vala Rimeira
- Ribeira Vale do Forcado

## Personalidades distinguidas
- Conde de Alviela